# Bazylika św. Praksedy w Rzymie
Bazylika św. Praksedy w Rzymie (wł. Basilica di Santa Prassede) – kościół tytularny, bazylika mniejsza położona na Eskwilinie. Jeden z najstarszych kościołów w Rzymie, zawierający zespół mozaik w stylu bizantyjskim. W kościele przechowywany jest fragment słupa, przy którym biczowany był Chrystus.
Świątynia ta jest kościołem rektoralnym parafii Santa Maria Maggiore in San Vito oraz kościołem tytularnym, mającym również rangę bazyliki mniejszej. Jest też kościołem stacyjnym z Wielkiego Poniedziałku.

## Lokalizacja
Kościół znajduje się w I Rione Rzymu – Monti przy Via San Martino ai Monti/Via de Santa Prassede 9/a.

## Patronka
Patronką świątyni jest św. Prakseda – rzymianka, która poniosła śmierć męczeńską za wiarę chrześcijańską w I lub II wieku. Według legendy miała być córką senatora św. Pudensa (który jako pierwszy został jakoby nawrócony przez św. Piotra), a jej siostrą miałaby być św. Pudencjana (prawdopodobnie postać fikcyjna). Prakseda i Pudencjana zostały jakoby ukarane śmiercią za pochowanie chrześcijan męczenników, co uczyniły wbrew prawu rzymskiemu. W kościele przechowywane są relikwie obu sióstr.

## Historia
Kościół ufundowany został jakoby już w połowie II wieku, jednak obecnie istniejąca budowla spoczywa na fundamentach z V wieku (pierwsza pewna wzmianka pochodzi z 489) i została zbudowana przez papieża Hadriana I ok. 780 jako miejsce przechowywania kości córek św. Pudensa – św. Prassedy (Praksedy) i św. Pudencjany.  W 822 bazylika została rozbudowana i ozdobiona mozaikami przez papieża Paschalisa I.
W 1868 roku nawa została zaopatrzona w nowy drewniany kasetonowy sufit. W latach 1916–1918 zastąpiono XVII-wieczną ceglano-marmurową podłogę posadzką w stylu Cosmatich.

## Architektura i wnętrze
Od strony via S. Martino ai Monti znajduje się średniowieczny portyk prowadzący na schody na dziedziniec (obecnie dostępne jest tylko boczne wejście od strony via de S. Prassede). Na dziedzińcu bazyliki znajdują się pozostałości kolumnady kościoła z V wieku. Fasada (niewidoczna z ulicy) swój wygląd zawdzięcza przebudowie z IX wieku.
Świątynia jest trójnawową bazyliką, z transeptem i apsydą.
Wewnątrz bazyliki na ścianie z głównym wejściem znajduje się fresk Zwiastowania, wykonany po 1592 roku przez Stefano Pieri na zlecenie kardynała Alessandro de'Medici. Powyżej znajdują się sceny z życia Mojżesza autorstwa Giovanniego Balducciego. Ściany nawy głównej ozdobione są 8 freskami ilustrującymi sceny z Męki Pańskiej.
W środkowej nawie znajduje się kamienna płyta przykrywająca studnię, w której według legendy św. Prakseda miała pochować szczątki około 2000 męczenników.
Apsyda ozdobiona jest mozaiką przedstawiająca Chrystusa, po którego prawej stronie stoją św. Piotr, św. Pudencjana, św. Zenon, a po lewej św. Paweł, św. Prakseda i papież Paschalis. Niższy pas mozaiki przedstawia Baranka Bożego w towarzystwie 12 owiec, symbolizujących Apostołów, na skrajach z kolei znajduje się przedstawienie Betlejem i Jerozolimy jako miejsc narodzin i śmierci Chrystusa. Na łuku tęczy znajduje się mozaika przedstawiająca Niebieskie Jeruzalem, w którym Jezus jest czczony przez aniołów i świętych (m.in. Matkę Bożą, św. Jana Chrzciciela, św. Praksedę, Mojżesza i Eliasza), poniżej znajduje się tłum męczenników w koronach i z gałęziami palmowymi w rękach.
Do prezbiterium prowadzą schody po prawej i lewej stronie, natomiast schody środkowe wiodą w dół do konfesji. Cyborium ma kolumny trypletowe, z których zewnętrzne wykonane są z porfiru, a wewnętrzne z marmuru ze Sieny. W centralnej części prezbiterium znajduje się obraz z ok. 1730 autorstwa Domenico Muratori przedstawiający św. Praksedę zbierającą krew męczenników. W konfesji zlokalizowane są dwa starożytne sarkofagii, w jednym z nich jakoby są przechowywane relikwie św. Praksedy i jej siostry Pudencjany; z kolei w trzech innych sarkofagach znajdują się relikwie męczenników przeniesione z katakumb
W bazylice znajduje się kilka kaplic bocznych:
Kaplica Krzyża
Kaplica ta powstała w XIII wieku i pierwotnie była poświęcona Wszystkim Świętym. W ołtarzu znajduje się malowany krucyfiks datowany na XIII-XV wiek. Według tradycji przed tym krzyżem miała się modlić św. Brygida Szwedzka, a on miał do niej przemówić (chociaż nie jest wykluczone, że chodzi o starszy krzyż wcześniej zlokalizowany w tym miejscu, ponadto w Rzymie istnieją inne krzyże, którym legendy przypisują, że to one przemówiły do św. Brygidy, m.in. w bazylice św. Pawła za Murami). W ołtarzu znajduje się grobowiec kardynała Anchera Pantaleona, który został zamordowany w kaplicy (co wymusiło jej ponowne poświęcenie, niewykluczone, że wówczas doszło do zmiany dedykacji kaplicy).
Kaplica św. Zenona
Za perłę wczesnochrześcijańskiej sztuki bizantyjskiej uchodzi kompleks mozaik pokrywających sklepienie niewielkiej bocznej kaplicy św. Zenona, zbudowanej przez papieża Paschalisa jako miejsce pochówku jego matki. Mozaiki te przedstawiają Jezusa i Matkę Boską w otoczeniu świętych. Na jednej z mozaik znajduje się przedstawienie matki Paschalisa – Teodory, z kwadratowym nimbem nad głową, który świadczy o tym, że żyła ona w momencie wykonywania mozaiki.
Kaplica słupa
W kaplicy tej przechowywany jest słup przywieziony z Ziemi Świętej w 1223 roku przez kardynała Giovanniego Colonnę, który jakoby ma być słupem, przy którym biczowano Chrystusa. Obecnie kolumna jest dość zniszczona. Wcześniej w górnej części miała przymocowany żelazną obręcz, jednak oryginalny pierścień został przekazany królowi Francji Ludwikowi IX w zamian za trzy ciernie z korony cierniowej (jeden z nich znajduje się w bazylice Świętego Krzyża z Jerozolimy). Ponadto kolumna została przełamana w środku i zespojona cementem, a dodatkowo pewne fragmenty zostały przekazane jako relikwie (np. w 1585 roku papież Sykstus V podarował jej fragmenty miastu Padwa). Obecnie kolumna zamknięta jest w relikwiarzu z brązu autorstwa Duilio Cambellottiego.

## Kardynałowie prezbiterzy
Bazylika św. Praksedy jest jednym z kościołów tytularnych Rzymu nadawanych kardynałom-prezbiterom (Titulus Sanctae Praxedis). Wiadomo, że kardynałowie Laurentius i Aventius sygnowali dokumenty synodów rzymskich odpowiednio w 499 i 595 roku, jednak udokumentowana, pełna lista kardynałów-prezbiterów S. Prassede sięga dopiero pontyfikatu Grzegorza VII (1073-1085).
- Laurentius (499)
- Aventius (595)
- Benedetto Cao (ca.1073/85-1087)
- Deodatus (obediencja wibertyńska, 1091)
- Roman (1105-1112)
- Desiderio (1115-1130, obediencja Anakleta II 1130-1138, 1138)
- Chryzogon (1138-1141)
- Ubaldo de Lucca (1141-1158)
- Radulf Nigellus (1188)
- Soffredo (1193-1210)
- Giovanni da Ferentino (1212-1215)
- Giovanni Colonna (1216-1245)
- Ancher Pantaleon (1262-1286)
  - Niccolò Alberti OP, in commendam (1305, 1306-1321)
  - Gentile da Montefiore, administrator (1305-1306)
  - Regnaud de la Porte, in commendam (1321-1324)
- Pedro Gómez de Barroso (1327-1340), in commendam (1340-1348)
- Gilles Riguad OSB (1351-1353)
- Marco da Viterbo OFM (1367-1369)
- Pedro Gómez de Barroso Albornoz (1371-1374)
- Pileo di Prata ( obediencja rzymska 1378-1385)
- Giacomo d'Itri (obediencja awiniońska 1379-1382)
- Tommaso Ammanati (obediencja awiniońska 1385-1396)
- Pedro Fernández de Frías (obediencja awiniońska ok. 1404-1408 i pizańska 1408/9-1412)
- Antonio Calvi (obediencja rzymska 1405-1409)
- Raimond Mairose (1426-1427)
- Jean Le Jeune (1440-1442?)
- Alain de Coëtivy (1448-1465); in commendam (1465-1474)
- Giovanni Arcimboldi (1474-1488)
- Antoniotto Pallavicini (ok. 1491-1503)
- Gabriele de’ Gabrielli (1507-1511)
- Christopher Bainbridge (1511-1514)
- Antonio Maria Ciocchi del Monte (1514-1521)
- Ippolito de' Medici (1529-1532)
- Tommaso de Vio OP (1534)
- Francesco Cornaro (1535-1541)
- Philippe de la Chambre OSB (1541-1542)
- Gasparo Contarini (1542)
- Giovanni Maria Ciocchi del Monte (1542-1543)
- Miguel de Silva (1543-1551)
- Cristoforo Ciocchi del Monte (1551-1564)
- Karol Boromeusz (1564-1584)
- Nicolas de Pellevé (1584-1594)
- Alessandro Ottaviano de' Medici (1594-1600)
- Simeone Tagliavia d’Aragonia (1600)
- Antonio Maria Galli (1600-1605)
- Ottavio Acquaviva d’Aragona (1605-1612)
- Bartolomeo Cesi (1613-1620)
- Robert Bellarmin SJ (1620-1621)
- François d'Escobleau de Sourdis (1621-1628)
- Marcello Lante della Rovere (1628-1629)
- Roberto Ubaldini (1629-1635)
- Guido Bentivoglio (1635-1639)
- Giulio Roma (1639-1644)
- Ernest Adalbert von Harrach (1644-1667)
- Giulio Gabrielli (1667)
- Virginio Orsini OSIoHieros (1667-1668)
- Alderano Cibo (1668-1677)
- Luigi Omodei (1677-1680)
- Pietro Ottoboni (1680-1681)
- Francesco Albizzi (1681-1684)
- Decio Azzolini (1684-1689)
- Giulio Spinola (1689-1691)
- Francesco Maidalchini (1691-1700)
- Galeazzo Marescotti (1700-1708)
- Fabrizio Spada (1708-1710)
- Bandino Panciatici (1710-1718)
- Francesco Barberini (1718-1721)
- Giuseppe Sacripante (1721-1726)
- Filippo Antonio Gualterio (1726-1728)
- Ludovico Pico della Mirandola (1728-1731)
- Antonio Felice Zondadari (1731-1737)
- Giorgio Spinola (1737-1738)
- Luis Belluga y Moncada (1738-1743)
- Angelo Maria Quirini OSB (1743-1755)
- Domenico Passionei (1755-1759)
- Giacomo Oddi (1759-1763)
- Carlo Vittorio Amadeo della Lanze (1763-1783)
- Vitaliano Borromeo (1783-1793)
- Francesco Saverio de Zelada (1793-1801)
- Antonio Dugnani (1801-1807)
- Carlo Bellisomi (1807-1808)
- Giovanni Filippo Gallarati Scotti (1814-1818); in commendam (1818-1819)
- Francesco Serlupi (1823-1828)
- Antonio Domenico Gamberini (1829-1839); in commendam (1839-1841)
- Paolo Polidori (1841-1847)
- Luigi Vannicelli Casoni (1847-1877)
- Edoardo Borromeo (1878-1881)
- Angelo Bianchi (1883-1889)
- Tommaso Maria Zigliara OP (1891-1893)
- Gaetano Aloisi Masella (1893-1902)
- Rafael Merry del Val y Zulueta (1903-1930)
- Raffaele Carlo Rossi OCD (1930-1948)
- Pietro Ciriaci (1953-1964)
- Owen McCann (1965-1994)
- Paul Poupard (1996-